# Bombus schrencki
Bombus schrencki là một loài Hymenoptera trong họ Apidae. Loài này được Morawitz mô tả khoa học năm 1881.